# Gran Premio del Canada 1984
Il Gran Premio del Canada 1984 è stata la settima prova della stagione 1984 del Campionato mondiale di Formula 1. Si è corsa domenica 17 giugno 1984 sul Circuito di Montréal. La gara è stata vinta dal brasiliano Nelson Piquet su Brabham-BMW; per il vincitore si trattò dell'undicesimo successo nel mondiale. Ha preceduto sul traguardo l'austriaco Niki Lauda e il francese Alain Prost, entrambi su McLaren-TAG Porsche.

## Vigilia

### Sviluppi futuri
La tenuta del Gran Premio del Portogallo, ultima prova della stagione, posta in calendario in sostituzione del Gran Premio di Spagna, venne messa in dubbio. La commissione tecnica, guidata da Derek Ongaro, dopo un sopralluogo all'Autodromo dell'Estoril chiese alcuni interventi strutturali, al fine di poter svolgervi il gran premio. Venne richiesta la riasfaltatura della pista, l'ampliamento di alcune vie di fuga e la modernizzazione dei box. Riprese così vigore la possibilità che la gara potesse spostarsi sul Circuito Paul Ricard, nuovamente con la denominazione di Gran Premio di Spagna.

### Aspetti tecnici
La Renault portò delle nuove prese d'aria, così come introdusse un nuovo sistema di riscaldamento del carburante, precedentemente refrigerato. Questo sistema venne installato anche sulla Lotus 95T e sulla Ligier JS23, entrambe monoposto motorizzate dalla Renault. La Brabham, ancora a zero punti, penalizzata dalla rottura di moltissimi turbo, corse ai ripari, prevedendo un radiatore dell'olio supplementare sul musetto. La vettura venne rivista anche nell'aerodinamica del cofano motore e dei pontoni delle sospensioni.
Venne rivista l'Arrows A7, con l'apertura del cofano motore, al fine di raffreddare meglio il motore. La RAM, presentò delle modifiche aerodinamiche, con l'abbassamento del cofano.

### Aspetti sportivi
Corrado Fabi continuò a sostituire, alla Brabham, il fratello Teo, ancora impegnato in gare del campionato nordamericano CART. Venne confermata anche la presenza di Patrick Tambay alla Renault, feritosi nel precedente Gran Premio di Monaco, anche se inizialmente era stato prospettato uno stop di oltre tre settimane per la frattura del perone. La gara canadese si tenne nello stesso fine settimana della 24 Ore di Le Mans. Ciò impedì la presenza di Jonathan Palmer alla RAM, che lo sostituì con Mike Thackwell; il neozelandese, che stava conducendo il Campionato di F.2, aveva già affrontato la F1 in tre occasioni, nel 1980, qualificandosi nel Gp di Montreal, con una Tyrrell. Anche il possibile sostituto di Tambay, Philippe Streiff, era impegnato della gara di Le Mans.
Per la stessa ragione anche Mauro Baldi mancò l'appuntamento di Montreal, sostituito, dalla Spirit con l'olandese Huub Rothengatter, esordiente nel mondiale di F1.

## Qualificazioni

### Resoconto
Nella prima giornata di prove il più rapido fu Alain Prost, che fece segnare 1'26"477, tempo di quasi un secondo più basso del record della pista, che resisteva dal 1980. Secondo si posizionò Elio De Angelis, staccato di 7 decimi dal francese. Rimase più attardato, a causa del traffico trovato sul tracciato, l'altro pilota della McLaren, Niki Lauda. Le Ferrari chiusero col quarto e settimo tempo, montando anche gomme da gara, che consentivano una maggiore durata, e permettevano alla scuderia di testare la vettura per un maggior numero di giri. Dopo le difficoltà riscontrate nelle prove libere del mattino, Patrick Tambay decise di non disputare le qualifiche, per le sue precarie condizioni fisiche. La Renault schierò così il solo Derek Warwick.
Al sabato Nelson Piquet strappò la pole position a Prost, proprio negli ultimi minuti della sessione. Il francese, che era stato superato nel corso delle prove da molti piloti, riuscì a riconquistare la prima fila. Prost ruppe poi il propulsore, inondando la pista d'olio. Il francese rientrò comunque in pista negli ultimi minuti della sessione, utilizzando la vettura di Lauda, che nella sessione utilizzò il muletto. La seconda fila fu di De Angelis e Derek Warwick, mentre le Ferrari monopolizzarono la terza fila. Riccardo Patrese ruppe la sospensione, uscendo anche dalla pista.

### Risultati
I risultati delle qualifiche furono i seguenti:
| Pos | N° | Pilota             | Costruttore           | Tempo    | Griglia |
| --- | -- | ------------------ | --------------------- | -------- | ------- |
| 1   | 1  | Nelson Piquet      | Brabham-BMW           | 1'25"442 | 1       |
| 2   | 7  | Alain Prost        | McLaren-TAG Porsche   | 1'26"198 | 2       |
| 3   | 11 | Elio De Angelis    | Lotus-Renault         | 1'26"306 | 3       |
| 4   | 16 | Derek Warwick      | Renault               | 1'26"420 | 4       |
| 5   | 28 | René Arnoux        | Ferrari               | 1'26"549 | 5       |
| 6   | 27 | Michele Alboreto   | Ferrari               | 1'26"764 | 6       |
| 7   | 12 | Nigel Mansell      | Lotus-Renault         | 1'27"246 | 7       |
| 8   | 8  | Niki Lauda         | McLaren-TAG Porsche   | 1'27"392 | 8       |
| 9   | 19 | Ayrton Senna       | Toleman-Hart          | 1'27"448 | 9       |
| 10  | 26 | Andrea De Cesaris  | Ligier-Renault        | 1'27"922 | 10      |
| 11  | 23 | Eddie Cheever      | Alfa Romeo            | 1'28"032 | 11      |
| 12  | 14 | Manfred Winkelhock | ATS-BMW               | 1'28"909 | 12      |
| 13  | 25 | François Hesnault  | Ligier-Renault        | 1'29"187 | 13      |
| 14  | 22 | Riccardo Patrese   | Alfa Romeo            | 1'29"205 | 14      |
| 15  | 6  | Keke Rosberg       | Williams-Honda        | 1'29"284 | 15      |
| 16  | 2  | Corrado Fabi       | Brabham-BMW           | 1'29"764 | 16      |
| 17  | 5  | Jacques Laffite    | Williams-Honda        | 1'29"915 | 17      |
| 18  | 18 | Thierry Boutsen    | Arrows-BMW            | 1'30"073 | 18      |
| 19  | 24 | Piercarlo Ghinzani | Osella-Alfa Romeo     | 1'30"918 | 19      |
| 20  | 20 | Johnny Cecotto     | Toleman-Hart          | 1'31"459 | 20      |
| 21  | 3  | Martin Brundle     | Tyrrell-Ford Cosworth | 1'31"785 | 21      |
| 22  | 4  | Stefan Bellof      | Tyrrell-Ford Cosworth | 1'31"797 | 22      |
| 23  | 17 | Marc Surer         | Arrows-Ford Cosworth  | 1'32"756 | 23      |
| 24  | 21 | Huub Rothengatter  | Spirit-Hart           | 1'32"920 | 24      |
| 25  | 10 | Mike Thackwell     | RAM-Hart              | 1'33"730 | 25      |
| 26  | 9  | Philippe Alliot    | RAM-Hart              | 1'35"286 | 26      |

## Gara

### Resoconto
Alain Prost riuscì subito a passare Nelson Piquet, partito dalla pole position. Il brasiliano fu però capace di rintuzzare gli attacchi di Elio De Angelis e delle due Ferrari. Piquet, già alla curva 9, riprese il comando della gara, mentre Michele Alboreto, al tornante, prese il terzo posto a De Angelis. Il pilota della Lotus fu passato anche dalla altro ferrarista, René Arnoux.
Nei giri successivi Niki Lauda recuperò molte posizioni, tanto che al quinto giro, dopo aver passato Warwick e De Angelis, si pose quinto. La classifica rimase invariata fino al giro 11, quando Alboreto fu costretto al ritiro per un guasto al motore.
Al tredicesimo giro, dopo alcuni tentativi infruttuosi, Derek Warwick passò De Angelis, proprio sulla linea del traguardo. Un giro dopo Arnoux si fermò ai box per il cambio gomme, rientrando in pista settimo. Il francese si mise subito all'attacco di Ayrton Senna, che superò al giro 18. Il brasiliano cedette poi ancora una posizione, a Keke Rosberg. La classifica vedeva al comando Piquet, seguito dalle due McLaren di Prost e Lauda, poi Warwick, De Angelis e Arnoux.
Al ventitreesimo passaggio Arnoux scalò ancora di una posizione, passando De Angelis, al tornante. Davanti Nelson Piquet, sfruttando meglio dei doppiaggi, riuscì a distanziare Prost, che venne avvicinato dal compagno di team. Al ventisettesimo giro René Arnoux sorpassò Derek Warwick.
Tra il giro 32 e il giro 33 si ritirarono le due Williams: prima Jacques Laffite, per un problema al motore, poi Rosberg per un problema alla pompa della benzina. Il leader della gara, Piquet, scontava dei problemi di surriscaldamento dovuti al radiatore dell'olio, posto nel musetto della sua Brabham, che rendeva bollente la zona della pedaliera.
Al trentanovesimo giro Riccardo Patrese uscì di pista, danneggiando la sua Alfa Romeo. Dopo un lungo duello tra le Lotus, Nigel Mansell passò De Angelis, entrando in zona punti. Al giro 44 anche la lotta tra le due McLaren sfociò nel sorpasso di Lauda su Prost (che aveva problemi al cambio e ai freni), per il secondo posto. Il giro dopo De Angelis uscì di pista al tornante; rientrato in pista, venne sfiorata la collisione con Lauda, in fase di doppiaggio.
A causa della rottura di uno scarico, René Arnoux dovette ridurre il ritmo, cedendo così la quarta piazza a Warwick, al giro 50. Poco dopo il francese fu passato anche da Nigel Mansell. Al cinquantaseiesimo giro Derek Warwick effettuò una sosta ai box per cambiare gli pneumatici, sospettando che vi fosse una foratura. Rientrò in gara all'ottavo posto. Pochi giri dopo Warwick si fermò per la seconda volta ai box. Cedette altre posizioni, nel frattempo, Arnoux, con seri problemi di consumo.
Piquet comandava con sette secondi e mezzo su Lauda, terzo era Prost, davanti alle due Lotus (staccate di un giro), poi Eddie Cheever, René Arnoux e Ayrton Senna. Nigel Mansell si trovava in grave situazione tecnica, non potendo più utilizzare correttamente il cambio; dovette cedere perciò due posizioni.
Al sessantacinquesimo giro Cheever si ritirò per la mancanza di carburante. Negli ultimi giri Lauda si avvicinò a Piquet, sempre più penalizzato dal calore sui piedi, mentre Mansell doveva resistere agli attacchi di Arnoux.
Nonostante le difficoltà Nelson Piquet riuscì a vincere la sua prima gara in stagione, ottenendo anche i primi punti stagionali. Seguivano le due McLaren (la casa otteneva così il centesimo podio in F1), poi Elio De Angelis, mentre, nell'ultimo giro, René Arnoux ebbe la meglio su Mansell. La vettura del francese si fermò, pochi metri dopo il traguardo, per la mancanza di carburante. Piquet scese dalla vettura in condizioni precarie, con il piede destro fortemente riscaldato dal radiatore. Ayrton Senna, settimo, in condizione di disidratazione, fu tenuto al centro medico del tracciato, in osservazione, per alcune ore.

### Risultati
| Pos | Nº | Pilota             | Costruttore           | Giri | Tempo/Ritiro        | Griglia | Punti |
| --- | -- | ------------------ | --------------------- | ---- | ------------------- | ------- | ----- |
| 1   | 1  | Nelson Piquet      | Brabham-BMW           | 70   | 1h46'23"748         | 1       | 9     |
| 2   | 8  | Niki Lauda         | McLaren-TAG Porsche   | 70   | + 2"612             | 8       | 6     |
| 3   | 7  | Alain Prost        | McLaren-TAG Porsche   | 70   | + 1'28"032          | 2       | 4     |
| 4   | 11 | Elio De Angelis    | Lotus-Renault         | 69   | + 1 giro            | 3       | 3     |
| 5   | 28 | René Arnoux        | Ferrari               | 68   | + 2 giri            | 5       | 2     |
| 6   | 12 | Nigel Mansell      | Lotus-Renault         | 68   | + 2 giri            | 7       | 1     |
| 7   | 19 | Ayrton Senna       | Toleman-Hart          | 68   | + 2 giri            | 9       |       |
| 8   | 14 | Manfred Winkelhock | ATS-BMW               | 68   | + 2 giri            | 12      |       |
| SQ  | 3  | Martin Brundle     | Tyrrell-Ford Cosworth | 68   | Squalificato        | 21      |       |
| 9   | 20 | Johnny Cecotto     | Toleman-Hart          | 68   | + 2 giri            | 20      |       |
| 10  | 9  | Philippe Alliot    | RAM-Hart              | 65   | + 5 giri            | 26      |       |
| 11  | 23 | Eddie Cheever      | Alfa Romeo            | 63   | Mancanza di benzina | 11      |       |
| Rit | 17 | Marc Surer         | Arrows-Ford Cosworth  | 59   | Motore              | 23      |       |
| Rit | 16 | Derek Warwick      | Renault               | 57   | Telaio              | 4       |       |
| NC  | 21 | Huub Rothengatter  | Spirit-Hart           | 56   | Non classificato    | 24      |       |
| SQ  | 4  | Stefan Bellof      | Tyrrell-Ford Cosworth | 52   | Motore              | 22      |       |
| Rit | 26 | Andrea De Cesaris  | Ligier-Renault        | 40   | Freni               | 10      |       |
| Rit | 2  | Corrado Fabi       | Brabham-BMW           | 39   | Turbo               | 16      |       |
| Rit | 18 | Thierry Boutsen    | Arrows-BMW            | 38   | Motore              | 18      |       |
| Rit | 22 | Riccardo Patrese   | Alfa Romeo            | 37   | Incidente           | 14      |       |
| Rit | 6  | Keke Rosberg       | Williams-Honda        | 32   | Alimentazione       | 15      |       |
| Rit | 5  | Jacques Laffite    | Williams-Honda        | 31   | Turbo               | 17      |       |
| Rit | 10 | Mike Thackwell     | RAM-Hart              | 29   | Turbo               | 25      |       |
| Rit | 24 | Piercarlo Ghinzani | Osella-Alfa Romeo     | 11   | Cambio              | 19      |       |
| Rit | 27 | Michele Alboreto   | Ferrari               | 10   | Motore              | 6       |       |
| Rit | 25 | François Hesnault  | Ligier-Renault        | 7    | Turbo               | 13      |       |
| INF | 15 | Patrick Tambay     | Renault               |      | Infortunato         |         |       |

## Classifiche

### Piloti
| Pos. | Pilota            | Punti |
| ---- | ----------------- | ----- |
| 1    | Alain Prost       | 32,5  |
| 2    | Niki Lauda        | 24    |
| 3    | René Arnoux       | 17    |
| 4    | Elio De Angelis   | 16    |
| 5    | Derek Warwick     | 13    |
| 6    | Keke Rosberg      | 11,5  |
| 7    | Michele Alboreto  | 9,5   |
| 8    | Nelson Piquet     | 9     |
| 9    | Patrick Tambay    | 8     |
| 10   | Ayrton Senna      | 5     |
| 11   | Nigel Mansell     | 5     |
| 12   | Eddie Cheever     | 3     |
| =    | Riccardo Patrese  | 3     |
| 14   | Andrea De Cesaris | 3     |
| =    | Thierry Boutsen   | 3     |

### Costruttori
| Pos. | Team                 | Punti |
| ---- | -------------------- | ----- |
| 1    | McLaren-TAG Porsche  | 56,5  |
| 2    | Ferrari              | 26,5  |
| 3    | Renault              | 21    |
| 4    | Lotus-Renault        | 21    |
| 5    | Williams-Honda       | 11,5  |
| 6    | Brabham-BMW          | 9     |
| 7    | Alfa Romeo           | 6     |
| 8    | Toleman-Hart         | 5     |
| 9    | Ligier-Renault       | 3     |
| =    | Arrows-Ford Cosworth | 3     |

## Decisioni della FISA
A seguito delle indagini compiute sulle monoposto della Tyrrell, al termine del Gran Premio di Detroit, la Federazione scoprì che sulle vetture inglesi, durante la gara, veniva effettuato un rabbocco di un liquido contenente pallini di piombo, che serviva per arricchire l'aria immessa sui tromboncini di aspirazione, al fine di ritardare la detonazione del motore, rendendo così possibile l'utilizzo di un maggior rapporto di compressione, ottenendo una maggiore potenza. In una riunione del 18 luglio 1984, la FISA decise di escludere la Tyrrell dalle rimanenti gare del campionato del mondo, e cancellò tutti i punti ottenuti fino al momento della squalifica. Venne deciso che i punti attribuiti ai piloti della scuderia britannica non sarebbero stati assegnati. Le vetture proseguirono a partecipare al campionato, fino al Gran Premio d'Olanda, ma la loro partecipazione fu sub judice. La squalifica della Tyrrell venne confermata dal Tribunale d'Appello della FISA, dopo una riunione del 29 agosto. La scuderia venne esclusa dai successivi gran premi.
Il 9 ottobre la FISA decise di rideterminare le classifiche di tutte le gare, fino a quel momento disputate, facendo scalare in graduatoria tutti i piloti classificatisi alle spalle dei piloti della Tyrrell. Ciò non incise sulla distribuzione dei punti di questa gara, in quanto Martin Brundle era giunto nono, mentre Stefan Bellof si era ritirato durante il gran premio.